# Brienz/Brinzauls
Pour les articles homonymes, voir Brienz.
Brienz/Brinzauls est une localité et une ancienne commune suisse du canton des Grisons, située dans la région d'Albula. Depuis 2019, le village est menacé par un glissement de terrain du versant montagneux le surplombant, conduisant à des évacuations en 2023 et 2024.

## Géographie
Le village se trouve dans l'est de la Suisse, au centre du canton des Grisons, dans la région d'Albula, au pied de l'adret du piz Linard et face à la vallée de Surses.

## Histoire

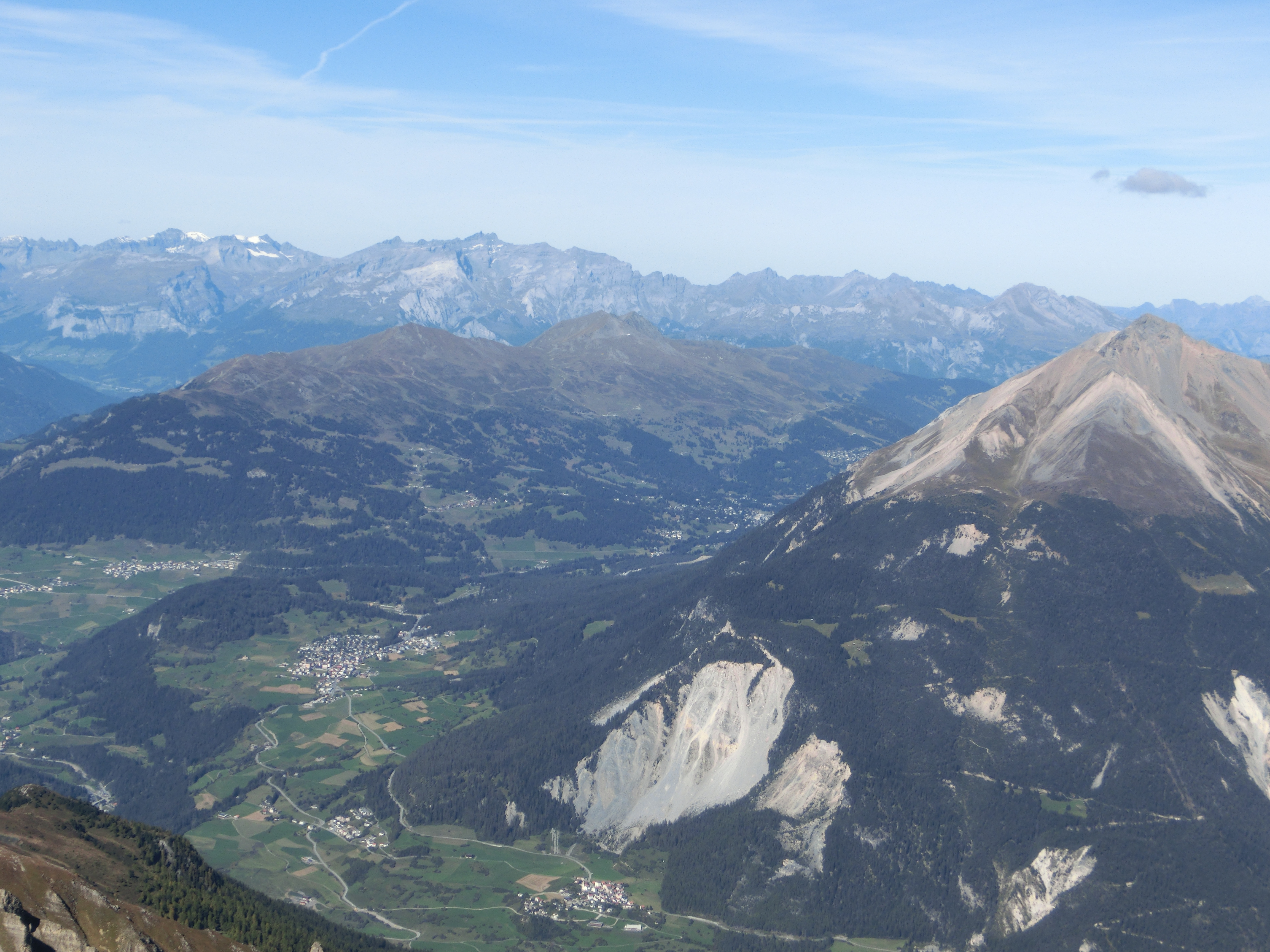
Vue aérienne en 2014 d'une partie de la vallée de l'Albula avec le village de Brienz/Brinzauls (en bas) sous le glissement de terrain qui affecte l'adret du piz Linard (à droite).

### Moyen Âge et époque moderne
La plus ancienne mention du village qui nous soit parvenue date de 840 et nous le mentionne sous le nom de Brienzola.   
Au XIIe siècle, Brienz est le centre économique du diocèse de Coire.  
Au début du XIIIe siècle, les barons de Vaz, transfèrent le siège de leur seigneurie au château de Belfort, situé sur un pic rocheux à l'est de Brienz. Ils sont alors les seigneurs fonciers de Brienz, Surava ainsi que d'une partie de Lantsch. Cette seigneurie passe ensuite aux mains des comtes de Toggenburg (1348-1436), puis aux Montfort et au Matsch et enfin à l'Autriche en 1477. Lors de la Réforme, le village reste catholique.  
En 1652, les derniers droits autrichiens sont rachetés et les juridictions de Brienz et de Churwalden sont réunie dans la haute juridiction de Brienz, une circonscription de la République des Trois Ligues.

### XIXesiècle
De 1860 à 1873, les communes de Surava et Brienz forment une seule commune.   

### XXIesiècle
Le 1er janvier 2015, la commune de Brienz fusionne avec ses voisines d'Alvaschein, Alvaneu, Mon, Stierva, Surava et Tiefencastel au sein de la nouvelle commune d'Albula/Alvra.
Depuis 2019, une partie de l'adret du piz Linard surplombant le village au nord est affecté par des mouvements gravitaires,. La masse de roches d'un volume de deux millions de mètres cubes est susceptible de provoquer des laves torrentielles, des chutes de blocs ou encore un écroulement massif généralisé,.
Au printemps 2023, les mouvements s'accélèrent au point que les autorités craignent une déstabilisation généralisée du versant. Le village est alors intégralement évacué entre le 9 et le 12 mai 2023 afin de mettre en sécurité les habitants,. Le 15 juin vers minuit, 1,2 million de mètres cubes de roches s'écroulent en quatre à cinq minutes de la montagne, formant une masse de quinze mètres de hauteur qui stoppe sa course à quelques mètres du village, n'ensevelissant qu'une portion de route et coupant quelques réseaux d'eau et électriques. Bien que la montagne soit toujours en mouvement, les habitants peuvent néanmoins regagner leurs maisons à partir du 4 juillet 2023.
En avril 2024, des très importants travaux de drainage estimés à 40 millions de francs débutent : le but est de prolonger un tunnel exploratoire déjà existant pour en faire un tunnel de drainage ainsi que de creuser 90 forages de drainage de 100 m chacun. Cette stratégie vise à permettre à l'eau contenue dans la masse instable de s'écouler dans le tunnel afin de protéger le village d'un nouveau glissement de terrain de la paroi rocheuse,. Il est alors prévu que ces travaux de drainage se poursuivent jusqu'à l'été 2026. Le coût des travaux est financé à 90 % par le canton et la Confédération. 
À l'automne 2024, de nouveaux mouvements du versant impliquant 1,2 million de mètres cubes de roches sont détectés. Les déplacements relativement lents qui se dirigent droit vers le village pourraient mettre plusieurs mois à atteindre les habitations mais une déstabilisation soudaine comme en juin 2023 n'est pas à exclure, ce qui ne laisserait aucune chance aux habitants de se mettre à l'abri. Une nouvelle évacuation du village est décrétée pour le 17 novembre au plus tard, concernant les 91 habitants mais également leurs animaux de compagnie et les animaux de ferme, ; les habitants sont invités à emporter leurs biens de valeur et le retable de l'église vieux de 500 ans est également mis à l'abri. Le village et la région immédiatement attenante est mise en zone rouge par les autorités cantonales : plus personne n'est autorisé à entrer dans cette zone ; l'interdiction est par la suite partiellement levée pour permettre l'accès au village en journée, notamment pour les travaux agricoles.
Une nouvelle accélération des mouvements en juin 2025 entraîne à nouveau une interdiction totale d'accès au village et de ses abords à partir du 16 juin. Cette troisième évacuation du village se fait dans le contexte du récent effondrement du glacier du Birch survenu le 28 mai 2025 dans le canton du Valais et qui entraîne l'évacuation et la destruction du village de Blatten et des hameaux de Ried et Weissenried.
En décembre 2024, les autorités annoncent que le canton des Grisons ainsi que la Confédération sont prêts à financer à 90 % le déplacement du village sur un nouveau site. Alors que la première évacuation de 2023 n'avait duré que 51 jours, celle de l'automne 2024 fait craindre une plus longue durée d'évacuation, voire un caractère définitif,. Même si dans le futur les habitants peuvent regagner leurs habitations, il est décidé que ceux qui n'envisagent plus d'habiter le village au vu du stress causé par la situation pourront bénéficier de ces fonds publics.

Le village en 1954.
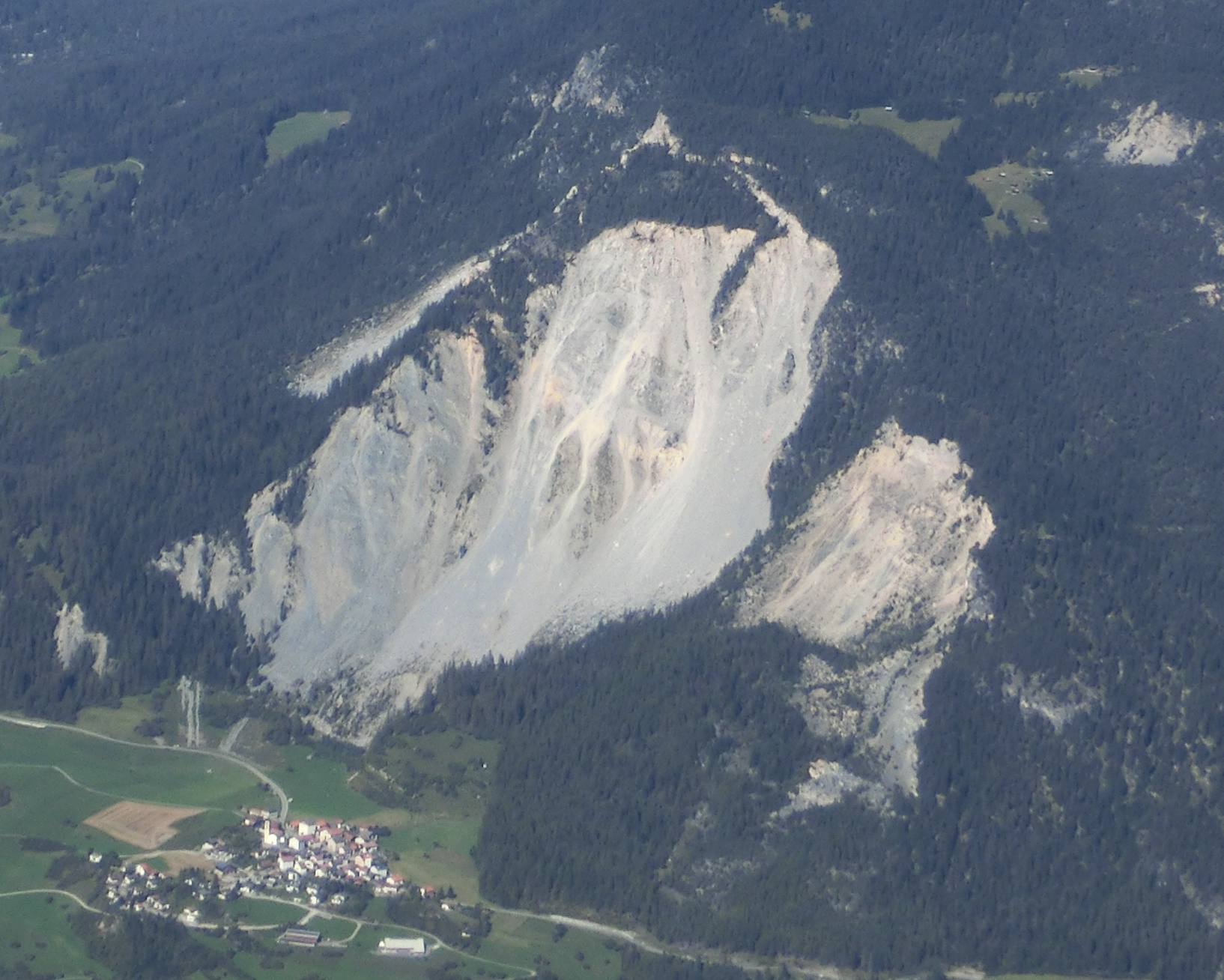
Le village et le glissement de terrain en septembre 2014.
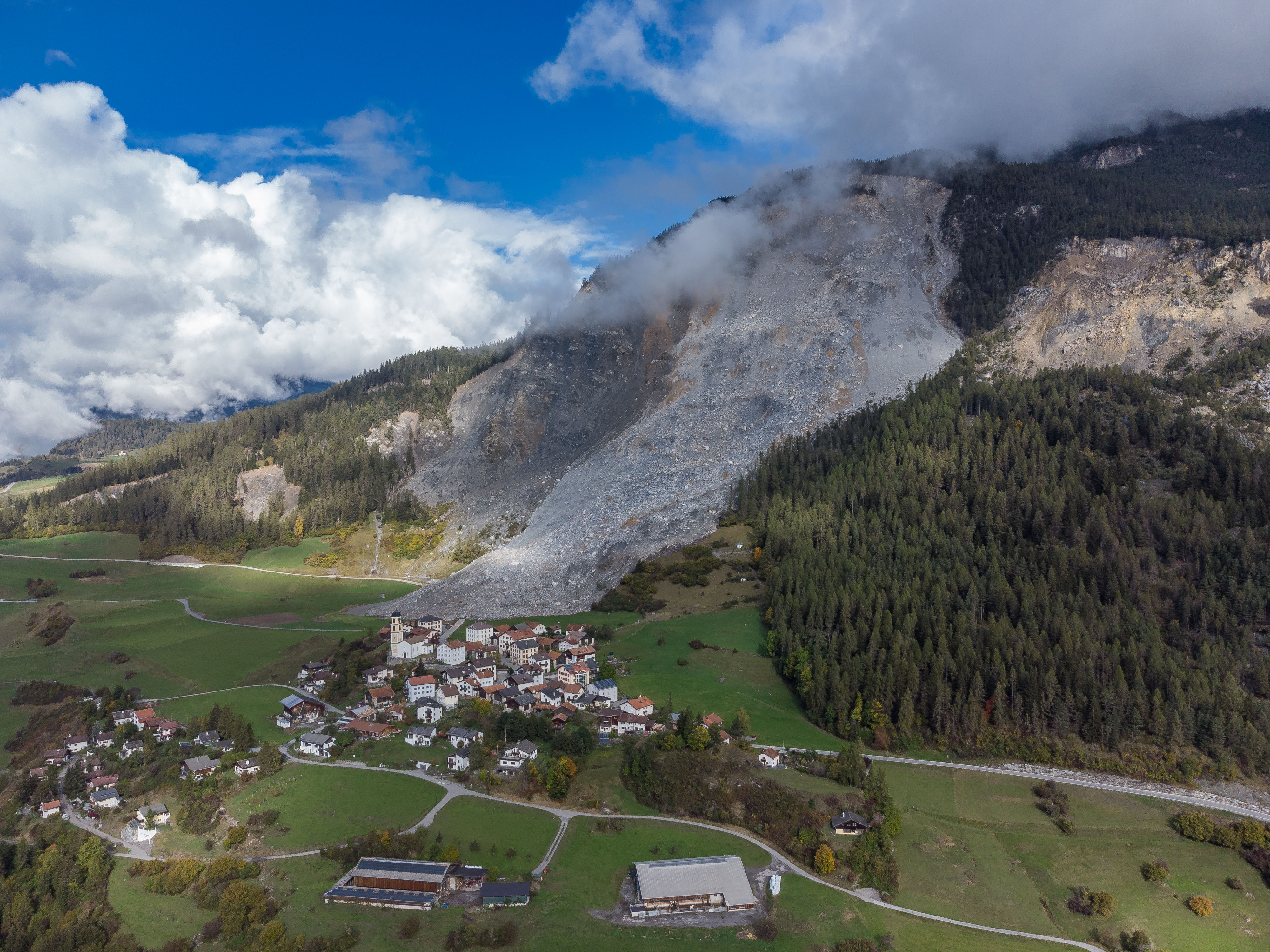
Le village et le glissement de terrain en septembre 2024.